# Полосатые кошачьи акулы
Полосатые кошачьи акулы (Proscylliidae) — семейство хрящевых рыб отряда кархаринообразных. Это семейство объединяет 3 рода, в которые входят 7 видов акул. Представители семейства полосатых кошачьих акул обитают в тропических и умеренно-тёплых водах в западной части Северной Атлантики и в Индо-Тихоокеанском регионе. Они встречаются на внешнем крае континентального и островного шельфа и в верхней части материкового склона, у дна, на глубине от 50 до 713 м. Размер не превышает 1,2 м. Индийская ленточная акула, принадлежащая этому семейству, является одним из самых мелких известных видов акул. Большинство видов размножаются яйцеживорождением. Рацион состоит из мелких костистых рыб и беспозвоночных. Коммерческий промысел этих акул не ведётся. Название семейства происходит от 
слов греч. προ — «ранее», «прежде» и греч. Σκύλλα  — Сцилла

## Рода и виды
- Ctenacis — акулы-арлекины

Название рода происходит от слов греч. χτένα — «гребёнка» и греч. ἀκίς, —ίδος — «остриё».
- - Ctenacis fehlmanni S. Springer, 1968 — сомалийская акула-арлекин

- Eridacnis — ленточные акулы

Название рода происходит от слов греч.  ἀρί  — «очень» и греч.  δάκνω — «кусаться».
- - Eridacnis barbouri Bigelow & Schroeder, 1944 — кубинская ленточная акула, или кубинская тройнозубая акула, или карликовая острозубая акула
  - Eridacnis radcliffei H. M. Smith, 1913 — индийская ленточная акула
  - Eridacnis sinuans J. L. B. Smith, 1957 — южноафриканская ленточная акула

- Proscyllium — полосатые кошачьи акулы (род)
  - Proscyllium habereri Hilgendorf, 1904 — полосатая кошачья акула
  - Proscyllium magnificum Last & Vongpanich, 2004
  - Proscyllium venustum S. Tanaka (I), 1912